# Lupinus verbasciformis
Lupinus verbasciformis là một loài thực vật có hoa trong họ Đậu. Loài này được Sandwith miêu tả khoa học đầu tiên.